# Васильевка (Томский район)
Васильевка — упразднённая деревня в Томском районе Томской области. Входила в состав Наумовского сельсовета. Исключена из учётных данных в 1962 г.

## География
Деревня располагалась на левом берегу реки Таловка, в 2,5 км (по прямой) к западу от села Наумовка.

## История
Основана в 1888 г. В 1928 году состояла из 57 хозяйств. В административном отношении являлась центром Васильевского сельсовета Томского района Томского округа Сибирского края. Упразднена в 1962 г.

## Население
По данным переписи 1926 г. в деревне проживало 308 человек (162 мужчины и 146 женщин), основное население — русские.